# Harald Ehrig
Harald Ehrig (6 de noviembre de 1949) es un deportista de la RDA que compitió en luge en la modalidad individual.
Participó en los Juegos Olímpicos de Sapporo 1972, obteniendo una medalla de plata en la prueba individual. Ganó dos medallas en el Campeonato Mundial de Luge en los años 1973 y 1975, y dos medallas en el Campeonato Europeo de Luge en los años 1970 y 1972.

## Palmarés internacional
| Juegos Olímpicos   | Juegos Olímpicos      | Juegos Olímpicos  | Juegos Olímpicos |
| Año                | Lugar                 | Medalla           | Prueba           |
| ------------------ | --------------------- | ----------------- | ---------------- |
| 1972               | Sapporo (Japón)       | Medalla de plata  | Individual       |
| Campeonato Mundial |                       |                   |                  |
| Año                | Lugar                 | Medalla           | Prueba           |
| 1973               | Oberhof (RDA)         | Medalla de bronce | Individual       |
| 1975               | Hammarstrand (Suecia) | Medalla de bronce | Individual       |
| Campeonato Europeo |                       |                   |                  |
| Año                | Lugar                 | Medalla           | Prueba           |
| 1970               | Hammarstrand (Suecia) | Medalla de oro    | Individual       |
| 1972               | Königssee (RFA)       | Medalla de plata  | Individual       |